# سون گوون
سون گوون (انگلیسی: Sun Guowen؛ زادهٔ ۳۰ سپتامبر ۱۹۹۳) بازیکن فوتبال اهل چین است.
از باشگاه‌هایی که در آن بازی کرده‌است می‌توان به باشگاه فوتبال دالیان پروفشنال و باشگاه فوتبال دالیان هایچانگ اشاره کرد.
وی همچنین در تیم ملی فوتبال چین بازی کرده‌است.